# Voyage de santé
Voyage de santé est une nouvelle de Guy de Maupassant parue en 1886.

## Historique
Voyage de santé est une nouvelle initialement publiée dans le supplément du Petit Journal  du 18 avril 1886.

## Résumé
Dans cette nouvelle, Maupassant exprime son angoisse, sa peur face à la maladie.

## Éditions
- 1886 -  Voyage de santé, dans Le Petit Journal
- 1964 -  Voyage de santé, dans Contes et nouvelles, 2 vol., textes présentés, corrigés, classés et augmentés de pages inédites par Albert-Marie Schmidt, avec la collaboration de Gérard Delaisement, Albin-Michel, 1964-1967
- 1979 -  Voyage de santé, dans Maupassant, Contes et nouvelles, tome II, texte établi et annoté par Louis Forestier, Bibliothèque de la Pléiade, éditions Gallimard.

## Lire
- Lien vers la version de  Voyage de santé dans Le Petit Journal,